# Trimeniaceae
Trimeniaceae é uma família monotípica de plantas com flor da ordem Austrobaileyales, cujo único género é Trimenia, de que se conhecem  8 espécies de arbustos lenhosos ricos em óleos essenciais. A família tem distribuição natural pelas regiões de clima subtropical a tropical do Sueste Asiático, leste da Austrália e em algumas ilhas do Pacífico. 

## Descrição
Esta famílias possui apenas um género (alguns autores consideram dois) com cerca de 8 espécies de plantas lenhosas que contêm óleos essenciais. A família é subtropical e os seus membros podem ser encontrados no Sudeste da Ásia, no Leste da Austrália e nas ilhas do Pacífico. A espécie tipo é Trimenia weinmanniifolia Seem., 1873.
Morfologia
As espécies do género Trimenia são árvores pequenas, arbustos ou lianas, com até 25 m de altura, perenifólios, ricos em óleos esenciais. Os caules apresentam nós unilacunares, numerosos raios unisseriados para além dos multisseriados. Não apresentam indumento ou apresentam apenas as partes jóvens tomentosas, com tomento unicelular ou tricelular e uniseriado, não glandular.
As folhas são opostas, decussadas, simples, sem estípulas, pecioladas, ovais ou obovais a ovado-lanceoladas, de base cuneada e ápice agudo a largamente acuminado num goteiro, com margens inteiras a serradas, nervação pinada com nervuras secundárias entrecruzadas. O limbo foliar apresenta glândulas transparentes. Os estômatos são paracíticos.
São plantas monoicas ou dioicas, com flores perfeitas ou unissexuais, espiraladas, agrupadas em inflorescências axilares ou terminais, cimosas, paniculadas ou racemosas. As flores são bracteadas, com receptáculo pequeno, glabro, algo convexo, com 2-38(-50) tépalas caducas antes ou durante a ântese, imbricadas (usualmente as mais externas decussadas), de base turgescente, por vezes peltada, passando gradualmente de ovadas ou orbiculares ou reniformes a apresentar as mais internas alongadas, estreitas e membranosas, e incluso espatuladas. Apresentam (6-)10-23(-25) estames com o filamento no ápice tão longo como a antera, conectivo apicalmente proeminente, anteras tetrasporangiadas, basifixas, extrorsas ou latrorsas, tecas deiscentes longitudinalmente. O gineceu é súpero, com 1(-2) carpelos (ausente ou rudimentar nas flores masculinas), dolioliforme, glabro a escassamente estrigoso, estigma séssil, penicilado, com um único óvulo por carpelo, anátropo, pendulo, crasinucelado, bitégmico.
O pólen ocorre em mónadas (raras vezes tétradas), globoso, elíptico a esférico, dissulcado, finamente reticulado ou rugoso, mas nalguns casos dimórfico e rugoso (em cada planta ou é elíptico e inaperturado ou é esférico e poliperfurado). A exina é tectado-columelada, a endexina lamelada.
O fruto é uma pequena baga sumarenta, esférica, de coloração púrpura a vermelho-escura ou negra quando madura. As sementes apresentam exotesta dura, lisa ou rugosa, com perisperma presente, endosperma abundante, embrião pequeno, apical, com cotilédones rudimentares.
Número cromossómico
O número cromossómico é n = 8 ou 9, com 2n = 16. Em Trimenia moorei (= Piptocalyx moorei) e Trimenia papuana o número cromossómico diploide é 2n = 16.
Fitoquímica
Os alcaloides estão aparentemente ausentes destas plantas. Estão presentes lignanos (fundamentalmente veraguensina e calopiptina), glucosídeos (principalmente piptósido), flavonois e flavonas.
Usos
A espécie Trimenia papuana é usada como remédio contra a disenteria na farmacopeia tradicional da Nova Guiné. A sua madeira é usada para cercas e em construção.

## Ecologia
A polinização é provavelmente anemófila, já que as flores são inodoras, carecem de néctar e o pólen é seco. Apesar disso, pelo menos em Trimenia moorei é combinada com a entomofilia, pois esta espécie apresenta flores odorosas que são visitadas por dípteros da família Syrphidae e himenópteros das famílias Pergidae, Halictidae, Apidae e Colletidae.
A dispersão é aparentemente ornitocórica.
Estas espécies preferem habitats localizados sobre as cristas das colinas e em outros lugares expostos das selvas, em altitudes médias a altas. São bioacumuladoras de alumínio.

## Filogenia e sistemática

### Filogenia
Estudos de cladística com base em técnicas de biologia molecular permitiram demonstrar que Trimenia (e por consequência as Trimeniaceae) são parte da ordem Austrobaileyales, um clado basal na árvore filogenética das angiospérmicas. Dentro desta ordem, Trimenia é o grupo irmão da família Schisandraceae. O seguinte cladograma mostra essas relações:

|                | Trimeniaceae                                                      |
|                |                                                                   |
| Schisandraceae | \| \| Illicium \| \| \| \| \| \| Schisandra + Kadsura \| \| \| \| |
|                | \| \| Illicium \| \| \| \| \| \| Schisandra + Kadsura \| \| \| \| |
|                | Illicium                                                          |
|                |                                                                   |
|                | Schisandra + Kadsura                                              |
|                |                                                                   |

|  | Illicium             |
|  |                      |
|  | Schisandra + Kadsura |
|  |                      |

|                | Trimeniaceae                                                      |
|                |                                                                   |
| Schisandraceae | \| \| Illicium \| \| \| \| \| \| Schisandra + Kadsura \| \| \| \| |
|                | \| \| Illicium \| \| \| \| \| \| Schisandra + Kadsura \| \| \| \| |
|                | Illicium                                                          |
|                |                                                                   |
|                | Schisandra + Kadsura                                              |
|                |                                                                   |

|  | Illicium             |
|  |                      |
|  | Schisandra + Kadsura |
|  |                      |

|                | Trimeniaceae                                                      |
|                |                                                                   |
| Schisandraceae | \| \| Illicium \| \| \| \| \| \| Schisandra + Kadsura \| \| \| \| |
|                | \| \| Illicium \| \| \| \| \| \| Schisandra + Kadsura \| \| \| \| |
|                | Illicium                                                          |
|                |                                                                   |
|                | Schisandra + Kadsura                                              |
|                |                                                                   |

|  | Illicium             |
|  |                      |
|  | Schisandra + Kadsura |
|  |                      |

|                | Trimeniaceae                                                      |
|                |                                                                   |
| Schisandraceae | \| \| Illicium \| \| \| \| \| \| Schisandra + Kadsura \| \| \| \| |
|                | \| \| Illicium \| \| \| \| \| \| Schisandra + Kadsura \| \| \| \| |
|                | Illicium                                                          |
|                |                                                                   |
|                | Schisandra + Kadsura                                              |
|                |                                                                   |

|  | Illicium             |
|  |                      |
|  | Schisandra + Kadsura |
|  |                      |

|                | Trimeniaceae                                                      |
|                |                                                                   |
| Schisandraceae | \| \| Illicium \| \| \| \| \| \| Schisandra + Kadsura \| \| \| \| |
|                | \| \| Illicium \| \| \| \| \| \| Schisandra + Kadsura \| \| \| \| |
|                | Illicium                                                          |
|                |                                                                   |
|                | Schisandra + Kadsura                                              |
|                |                                                                   |

|  | Illicium             |
|  |                      |
|  | Schisandra + Kadsura |
|  |                      |

|                | Trimeniaceae                                                      |
|                |                                                                   |
| Schisandraceae | \| \| Illicium \| \| \| \| \| \| Schisandra + Kadsura \| \| \| \| |
|                | \| \| Illicium \| \| \| \| \| \| Schisandra + Kadsura \| \| \| \| |
|                | Illicium                                                          |
|                |                                                                   |
|                | Schisandra + Kadsura                                              |
|                |                                                                   |

|  | Illicium             |
|  |                      |
|  | Schisandra + Kadsura |
|  |                      |

|                | Trimeniaceae                                                      |
|                |                                                                   |
| Schisandraceae | \| \| Illicium \| \| \| \| \| \| Schisandra + Kadsura \| \| \| \| |
|                | \| \| Illicium \| \| \| \| \| \| Schisandra + Kadsura \| \| \| \| |
|                | Illicium                                                          |
|                |                                                                   |
|                | Schisandra + Kadsura                                              |
|                |                                                                   |

|  | Illicium             |
|  |                      |
|  | Schisandra + Kadsura |
|  |                      |

|                | Trimeniaceae                                                      |
|                |                                                                   |
| Schisandraceae | \| \| Illicium \| \| \| \| \| \| Schisandra + Kadsura \| \| \| \| |
|                | \| \| Illicium \| \| \| \| \| \| Schisandra + Kadsura \| \| \| \| |
|                | Illicium                                                          |
|                |                                                                   |
|                | Schisandra + Kadsura                                              |
|                |                                                                   |

|  | Illicium             |
|  |                      |
|  | Schisandra + Kadsura |
|  |                      |

|                | Trimeniaceae                                                      |
|                |                                                                   |
| Schisandraceae | \| \| Illicium \| \| \| \| \| \| Schisandra + Kadsura \| \| \| \| |
|                | \| \| Illicium \| \| \| \| \| \| Schisandra + Kadsura \| \| \| \| |
|                | Illicium                                                          |
|                |                                                                   |
|                | Schisandra + Kadsura                                              |
|                |                                                                   |

|  | Illicium             |
|  |                      |
|  | Schisandra + Kadsura |
|  |                      |

|                | Trimeniaceae                                                      |
|                |                                                                   |
| Schisandraceae | \| \| Illicium \| \| \| \| \| \| Schisandra + Kadsura \| \| \| \| |
|                | \| \| Illicium \| \| \| \| \| \| Schisandra + Kadsura \| \| \| \| |
|                | Illicium                                                          |
|                |                                                                   |
|                | Schisandra + Kadsura                                              |
|                |                                                                   |

|  | Illicium             |
|  |                      |
|  | Schisandra + Kadsura |
|  |                      |

|                | Trimeniaceae                                                      |
|                |                                                                   |
| Schisandraceae | \| \| Illicium \| \| \| \| \| \| Schisandra + Kadsura \| \| \| \| |
|                | \| \| Illicium \| \| \| \| \| \| Schisandra + Kadsura \| \| \| \| |
|                | Illicium                                                          |
|                |                                                                   |
|                | Schisandra + Kadsura                                              |
|                |                                                                   |

|  | Illicium             |
|  |                      |
|  | Schisandra + Kadsura |
|  |                      |

|                | Trimeniaceae                                                      |
|                |                                                                   |
| Schisandraceae | \| \| Illicium \| \| \| \| \| \| Schisandra + Kadsura \| \| \| \| |
|                | \| \| Illicium \| \| \| \| \| \| Schisandra + Kadsura \| \| \| \| |
|                | Illicium                                                          |
|                |                                                                   |
|                | Schisandra + Kadsura                                              |
|                |                                                                   |

|  | Illicium             |
|  |                      |
|  | Schisandra + Kadsura |
|  |                      |

|                | Trimeniaceae                                                      |
|                |                                                                   |
| Schisandraceae | \| \| Illicium \| \| \| \| \| \| Schisandra + Kadsura \| \| \| \| |
|                | \| \| Illicium \| \| \| \| \| \| Schisandra + Kadsura \| \| \| \| |
|                | Illicium                                                          |
|                |                                                                   |
|                | Schisandra + Kadsura                                              |
|                |                                                                   |

|  | Illicium             |
|  |                      |
|  | Schisandra + Kadsura |
|  |                      |

|                | Trimeniaceae                                                      |
|                |                                                                   |
| Schisandraceae | \| \| Illicium \| \| \| \| \| \| Schisandra + Kadsura \| \| \| \| |
|                | \| \| Illicium \| \| \| \| \| \| Schisandra + Kadsura \| \| \| \| |
|                | Illicium                                                          |
|                |                                                                   |
|                | Schisandra + Kadsura                                              |
|                |                                                                   |

|  | Illicium             |
|  |                      |
|  | Schisandra + Kadsura |
|  |                      |

|                | Trimeniaceae                                                      |
|                |                                                                   |
| Schisandraceae | \| \| Illicium \| \| \| \| \| \| Schisandra + Kadsura \| \| \| \| |
|                | \| \| Illicium \| \| \| \| \| \| Schisandra + Kadsura \| \| \| \| |
|                | Illicium                                                          |
|                |                                                                   |
|                | Schisandra + Kadsura                                              |
|                |                                                                   |

|  | Illicium             |
|  |                      |
|  | Schisandra + Kadsura |
|  |                      |

|                | Trimeniaceae                                                      |
|                |                                                                   |
| Schisandraceae | \| \| Illicium \| \| \| \| \| \| Schisandra + Kadsura \| \| \| \| |
|                | \| \| Illicium \| \| \| \| \| \| Schisandra + Kadsura \| \| \| \| |
|                | Illicium                                                          |
|                |                                                                   |
|                | Schisandra + Kadsura                                              |
|                |                                                                   |

|  | Illicium             |
|  |                      |
|  | Schisandra + Kadsura |
|  |                      |

|                | Trimeniaceae                                                      |
|                |                                                                   |
| Schisandraceae | \| \| Illicium \| \| \| \| \| \| Schisandra + Kadsura \| \| \| \| |
|                | \| \| Illicium \| \| \| \| \| \| Schisandra + Kadsura \| \| \| \| |
|                | Illicium                                                          |
|                |                                                                   |
|                | Schisandra + Kadsura                                              |
|                |                                                                   |

|  | Illicium             |
|  |                      |
|  | Schisandra + Kadsura |
|  |                      |

|                | Trimeniaceae                                                      |
|                |                                                                   |
| Schisandraceae | \| \| Illicium \| \| \| \| \| \| Schisandra + Kadsura \| \| \| \| |
|                | \| \| Illicium \| \| \| \| \| \| Schisandra + Kadsura \| \| \| \| |
|                | Illicium                                                          |
|                |                                                                   |
|                | Schisandra + Kadsura                                              |
|                |                                                                   |

|  | Illicium             |
|  |                      |
|  | Schisandra + Kadsura |
|  |                      |

|                | Trimeniaceae                                                      |
|                |                                                                   |
| Schisandraceae | \| \| Illicium \| \| \| \| \| \| Schisandra + Kadsura \| \| \| \| |
|                | \| \| Illicium \| \| \| \| \| \| Schisandra + Kadsura \| \| \| \| |
|                | Illicium                                                          |
|                |                                                                   |
|                | Schisandra + Kadsura                                              |
|                |                                                                   |

|  | Illicium             |
|  |                      |
|  | Schisandra + Kadsura |
|  |                      |

|                | Trimeniaceae                                                      |
|                |                                                                   |
| Schisandraceae | \| \| Illicium \| \| \| \| \| \| Schisandra + Kadsura \| \| \| \| |
|                | \| \| Illicium \| \| \| \| \| \| Schisandra + Kadsura \| \| \| \| |
|                | Illicium                                                          |
|                |                                                                   |
|                | Schisandra + Kadsura                                              |
|                |                                                                   |

|  | Illicium             |
|  |                      |
|  | Schisandra + Kadsura |
|  |                      |

|                | Trimeniaceae                                                      |
|                |                                                                   |
| Schisandraceae | \| \| Illicium \| \| \| \| \| \| Schisandra + Kadsura \| \| \| \| |
|                | \| \| Illicium \| \| \| \| \| \| Schisandra + Kadsura \| \| \| \| |
|                | Illicium                                                          |
|                |                                                                   |
|                | Schisandra + Kadsura                                              |
|                |                                                                   |

|  | Illicium             |
|  |                      |
|  | Schisandra + Kadsura |
|  |                      |

|                | Trimeniaceae                                                      |
|                |                                                                   |
| Schisandraceae | \| \| Illicium \| \| \| \| \| \| Schisandra + Kadsura \| \| \| \| |
|                | \| \| Illicium \| \| \| \| \| \| Schisandra + Kadsura \| \| \| \| |
|                | Illicium                                                          |
|                |                                                                   |
|                | Schisandra + Kadsura                                              |
|                |                                                                   |

|  | Illicium             |
|  |                      |
|  | Schisandra + Kadsura |
|  |                      |

|                | Trimeniaceae                                                      |
|                |                                                                   |
| Schisandraceae | \| \| Illicium \| \| \| \| \| \| Schisandra + Kadsura \| \| \| \| |
|                | \| \| Illicium \| \| \| \| \| \| Schisandra + Kadsura \| \| \| \| |
|                | Illicium                                                          |
|                |                                                                   |
|                | Schisandra + Kadsura                                              |
|                |                                                                   |

|  | Illicium             |
|  |                      |
|  | Schisandra + Kadsura |
|  |                      |

|                | Trimeniaceae                                                      |
|                |                                                                   |
| Schisandraceae | \| \| Illicium \| \| \| \| \| \| Schisandra + Kadsura \| \| \| \| |
|                | \| \| Illicium \| \| \| \| \| \| Schisandra + Kadsura \| \| \| \| |
|                | Illicium                                                          |
|                |                                                                   |
|                | Schisandra + Kadsura                                              |
|                |                                                                   |

|  | Illicium             |
|  |                      |
|  | Schisandra + Kadsura |
|  |                      |

|                | Trimeniaceae                                                      |
|                |                                                                   |
| Schisandraceae | \| \| Illicium \| \| \| \| \| \| Schisandra + Kadsura \| \| \| \| |
|                | \| \| Illicium \| \| \| \| \| \| Schisandra + Kadsura \| \| \| \| |
|                | Illicium                                                          |
|                |                                                                   |
|                | Schisandra + Kadsura                                              |
|                |                                                                   |

|  | Illicium             |
|  |                      |
|  | Schisandra + Kadsura |
|  |                      |

|                | Trimeniaceae                                                      |
|                |                                                                   |
| Schisandraceae | \| \| Illicium \| \| \| \| \| \| Schisandra + Kadsura \| \| \| \| |
|                | \| \| Illicium \| \| \| \| \| \| Schisandra + Kadsura \| \| \| \| |
|                | Illicium                                                          |
|                |                                                                   |
|                | Schisandra + Kadsura                                              |
|                |                                                                   |

|  | Illicium             |
|  |                      |
|  | Schisandra + Kadsura |
|  |                      |

|                | Trimeniaceae                                                      |
|                |                                                                   |
| Schisandraceae | \| \| Illicium \| \| \| \| \| \| Schisandra + Kadsura \| \| \| \| |
|                | \| \| Illicium \| \| \| \| \| \| Schisandra + Kadsura \| \| \| \| |
|                | Illicium                                                          |
|                |                                                                   |
|                | Schisandra + Kadsura                                              |
|                |                                                                   |

|  | Illicium             |
|  |                      |
|  | Schisandra + Kadsura |
|  |                      |

|                | Trimeniaceae                                                      |
|                |                                                                   |
| Schisandraceae | \| \| Illicium \| \| \| \| \| \| Schisandra + Kadsura \| \| \| \| |
|                | \| \| Illicium \| \| \| \| \| \| Schisandra + Kadsura \| \| \| \| |
|                | Illicium                                                          |
|                |                                                                   |
|                | Schisandra + Kadsura                                              |
|                |                                                                   |

|  | Illicium             |
|  |                      |
|  | Schisandra + Kadsura |
|  |                      |

|                | Trimeniaceae                                                      |
|                |                                                                   |
| Schisandraceae | \| \| Illicium \| \| \| \| \| \| Schisandra + Kadsura \| \| \| \| |
|                | \| \| Illicium \| \| \| \| \| \| Schisandra + Kadsura \| \| \| \| |
|                | Illicium                                                          |
|                |                                                                   |
|                | Schisandra + Kadsura                                              |
|                |                                                                   |

|  | Illicium             |
|  |                      |
|  | Schisandra + Kadsura |
|  |                      |

|                | Trimeniaceae                                                      |
|                |                                                                   |
| Schisandraceae | \| \| Illicium \| \| \| \| \| \| Schisandra + Kadsura \| \| \| \| |
|                | \| \| Illicium \| \| \| \| \| \| Schisandra + Kadsura \| \| \| \| |
|                | Illicium                                                          |
|                |                                                                   |
|                | Schisandra + Kadsura                                              |
|                |                                                                   |

|  | Illicium             |
|  |                      |
|  | Schisandra + Kadsura |
|  |                      |

|                | Trimeniaceae                                                      |
|                |                                                                   |
| Schisandraceae | \| \| Illicium \| \| \| \| \| \| Schisandra + Kadsura \| \| \| \| |
|                | \| \| Illicium \| \| \| \| \| \| Schisandra + Kadsura \| \| \| \| |
|                | Illicium                                                          |
|                |                                                                   |
|                | Schisandra + Kadsura                                              |
|                |                                                                   |

|  | Illicium             |
|  |                      |
|  | Schisandra + Kadsura |
|  |                      |

|                | Trimeniaceae                                                      |
|                |                                                                   |
| Schisandraceae | \| \| Illicium \| \| \| \| \| \| Schisandra + Kadsura \| \| \| \| |
|                | \| \| Illicium \| \| \| \| \| \| Schisandra + Kadsura \| \| \| \| |
|                | Illicium                                                          |
|                |                                                                   |
|                | Schisandra + Kadsura                                              |
|                |                                                                   |

|  | Illicium             |
|  |                      |
|  | Schisandra + Kadsura |
|  |                      |

Dentro da ordem Austrobaileyales, a relação filogenética entre as famílias é a seguinte:
|  | Austrobaileyaceae                                               |
|  |                                                                 |
|  | \| \| Schisandraceae \| \| \| \| \| \| Trimeniaceae \| \| \| \| |
|  |                                                                 |
|  | Schisandraceae                                                  |
|  |                                                                 |
|  | Trimeniaceae                                                    |
|  |                                                                 |

|  | Schisandraceae |
|  |                |
|  | Trimeniaceae   |
|  |                |

### Taxonomia e sistemática
Taxonomia
O género Trimenia foi descrito em 1871 pelo botânico alemão Berthold Carl Seemann, ao tempo ao serviço do governo britânico, sendo classificado como um género da família Ternstroemiaceae. A descrição científica incluía apenas a espécie tipo Trimenia weinmanniifolia, um arbusto ou pequena árvore. O género recebeu o nome do botânico inglês Henry Trimen (1843–1896) que trabalhava no Museu Britânico naquela época e era amigo de Berthold Carl Seemann.
No ano anterior, o botânico inglês George Bentham tinha descrito o género Piptocalyx Oliv. ex Benth. com a espécie lianosa Piptocalyx moorei. Um homónimo taxonómico mais recente é Piptocalyx Torr., um nome que se aplica à espécie Cryptantha circumscissa, um representante norte-americano das Boraginaceae. Bentham baseou a sua descrição num nome anotado pelo botânico Daniel Oliver no herbário dos Jardins Reais de Kew.
Em 1880, George Bentham e Joseph Dalton Hooker classificaram o género Trimenia, bem como Piptocalyx na família Monimiaceae, embora com clara incerteza e como diferenças formais. Janet Russell Perkins e Ernst Friedrich Gilg estabeleceram a tribo Trimenieae dentro da família Monimiaceae em 1901, que além dos géneros Trimenia e Piptocalyx também incluía os géneros africanos Xymalos Baill. e Chloropatane Engl.. Este último foi reconhecido alguns anos depois como sinónimo de Erythrococca Benth.. A botânica britânica Lilian Suzette Gibbs elevou a tribo Trimenieae a uma família independente, as Trimeniaceae, em 1917. No entanto, Gibbs excluiu Xymalos desta família e descreveu nela o novo género Idenburgia Gibbs, hoje considerado um sinónimo do género Sphenostemon Baill. pertencente à família Paracryphiaceae.
Ernst Friedrich Gilg e Rudolf Schlechter contraditaram essa visão em 1923, propondo uma subfamília Trimenioideae dentro da família Monimiaceae, que deveria incluir os géneros Xymalos, Trimenia, Piptocalyx e Idenburgia. Apenas um estudo morfológico e anatómico detalhado de 1950, que também foi confirmado por investigações posteriores, acolhem as Trimeniaceae como um família independente, que consiste apenas no gênero Trimenia (incl. Piptocalyx), o que ajudou a alcançar a solução presentemente mais consensual.
Um exame da morfologia das flores mostrou em 1983 que os géneros Piptocalyx Oliv. ex Benth. e Trimenia diferem apenas ligeiramente um do outro. Apenas a forma de crescimento, num caso arborescente noutro liana, e o número de tépalas podem ser usados para fazer a distinção. Em consequência, o botânico neo-zelandês William Raymond Philipson, na sua obra Flora Malesiana, transferiu as duas espécies anteriormente listadas em Piptocalyx para Trimenia, fazendo da família um táxon monotípico.
Para que a regra de prioridade não se aplicasse, o nome Trimenia Seem. foi transformado de acordo com o estabelecido no Código Internacional de Nomenclatura Botânica num nome conservado e Piptocalyx descartado. Muellerothamnus Engl. é outro sinónimo taxonómico de Trimenia.
Sistemática
A determinação da posição sistemática deste grupo de plantas nos sistemas de classificação de base morfológica foi difícil, o que levou a frequentes mudanças, especialmente ao nível taxonómico da ordem. A posição sistemática do grupo era dificultada pelo pólen desta família ser muito peculiar, o que confirmava uma posição relativamente isolada da mesma.
O género Trimenia foi situado originalmente na base das Laurales (dentro da família Monimiaceae), até que em 1950 se confirmou a sua separação como uma família autónoma, solução que fora proposta previamente por Lilian Suzette Gibbs em 1917. Nesta visão, a família seria o grupo irmão das Schisandraceae.
Entre esses sistemas morfológicos, o sistema Engler, numa revisão de 1964, aceitava esta família e colocava-a na ordem Magnoliales, que por sua vez era integrada na subclasse Archychlamydeae das Dicotyledoneae. Já no sistema Dahlgren, que também aceitava esta família, optava-se pela ordem Laurales da superordem Magnolianae das dicotiledóneas. No sistema Thorne esta família era também colocada na ordem Magnoliales, desta feita na superordem Magnolianae. O sistema de Cronquist, de 1981, aceitava esta família e colocava-a também na ordem Laurales da subclasse Magnoliidae.
Com o surgimento dos sistemas de classificação de base filogenética com o sistema APG, de 1998, a família também foi reconhecida, mas optou-se por não a colocar em nenhuma ordem, considerando-a entre das linhagens mais basais das angiospérmicas. Esta situação foi alterada pelo sistema APG II, de 2003, que colocou esta família na ordem Austrobaileyales, uma ordem também considerada como sendo uma das linhagens mais basais do clado das angiospérmicas. Este posicionamento foi confirmado pelo sistema APG III que confirmou as Austrobaileyales como a ordem mais basal das angiospérmicas, situação que foi mantida pelo sistema APG IV, de 2016.

### Sinonímia
São conhecidos os seguintes sinónimos taxonómicos de Trimenia:
- Piptocalyx Oliv. ex Benth., 1870, nom. rej.. Espécie tipo: Piptocalyx moorei Oliv. ex Benth., 1870.
- Muellerothamnus Engl. in Engl. & Prantl, 1897

Alguns autores aceitam como válido o género Piptocalyx para as espécies com hábito de liana, devido às modificações anatómicas que que as forms lianosas apresentam, mas não existemm diferenças florais consistentes. Existem inconsistências notáveis sobre se o fruto deste grupo é uma baga com monosperma ou uma drupa, não se determinando exactamente se a camada lignificada corresponde à exotesta seminal ou ao endocarpo, uma diferença fundamental entre os dois tipos de fruto.

### Espécies
| Binome                                       | Distribuição                                        | Observações |
| -------------------------------------------- | --------------------------------------------------- | ----------- |
| Trimenia bougainvilleensis (Rodenb.) A.C.Sm. | ilhas Salomão                                       |             |
| Trimenia macrura (Gilg & Schltr.) Philipson  | Papua-Nova Guiné                                    |             |
| Trimenia marquesensis F.Br.                  | Marquesas (Hiva Oa, Tahuata)                        |             |
| Trimenia moorei (Oliv. ex Benth.) Philipson  | Austrália (nordeste New South Wales, SO-Queensland) |             |
| Trimenia neocaledonica Baker f.              | Nova Caledónia                                      |             |
| Trimenia nukuhivensis W.L.Wagner & Lorence   | Marquesas (Nuku Hiva)                               |             |
| Trimenia papuana Ridl.                       | Sulawesi, Molucas, Nova Guiné                       |             |
| Trimenia weinmanniifolia Seem.               | Fiji, Samoa                                         |             |